# Geophis pyburni
Geophis pyburni är en ormart som beskrevs av Campbell och Murphy 1977. Geophis pyburni ingår i släktet Geophis och familjen snokar. Inga underarter finns listade i Catalogue of Life.
Denna orm har ett mindre utbredningsområde i bergstrakten Sierra de Coalcoman i delstaten Michoacan i västra Mexiko. Regionen ligger cirka 2100 meter över havet. Habitatet utgörs av öppna ställen i skogar med tallar och ekar. Individerna gömmer sig ofta under träbitar som ligger på marken. Honor lägger antagligen ägg.
I utbredningsområdet förekom skogsbruk men skogarna är återskapade. Efter 1977 upptäcktes inga fler exemplar. IUCN kategoriserar arten globalt som otillräckligt studerad.